# سبيل قايتباي (القدس)

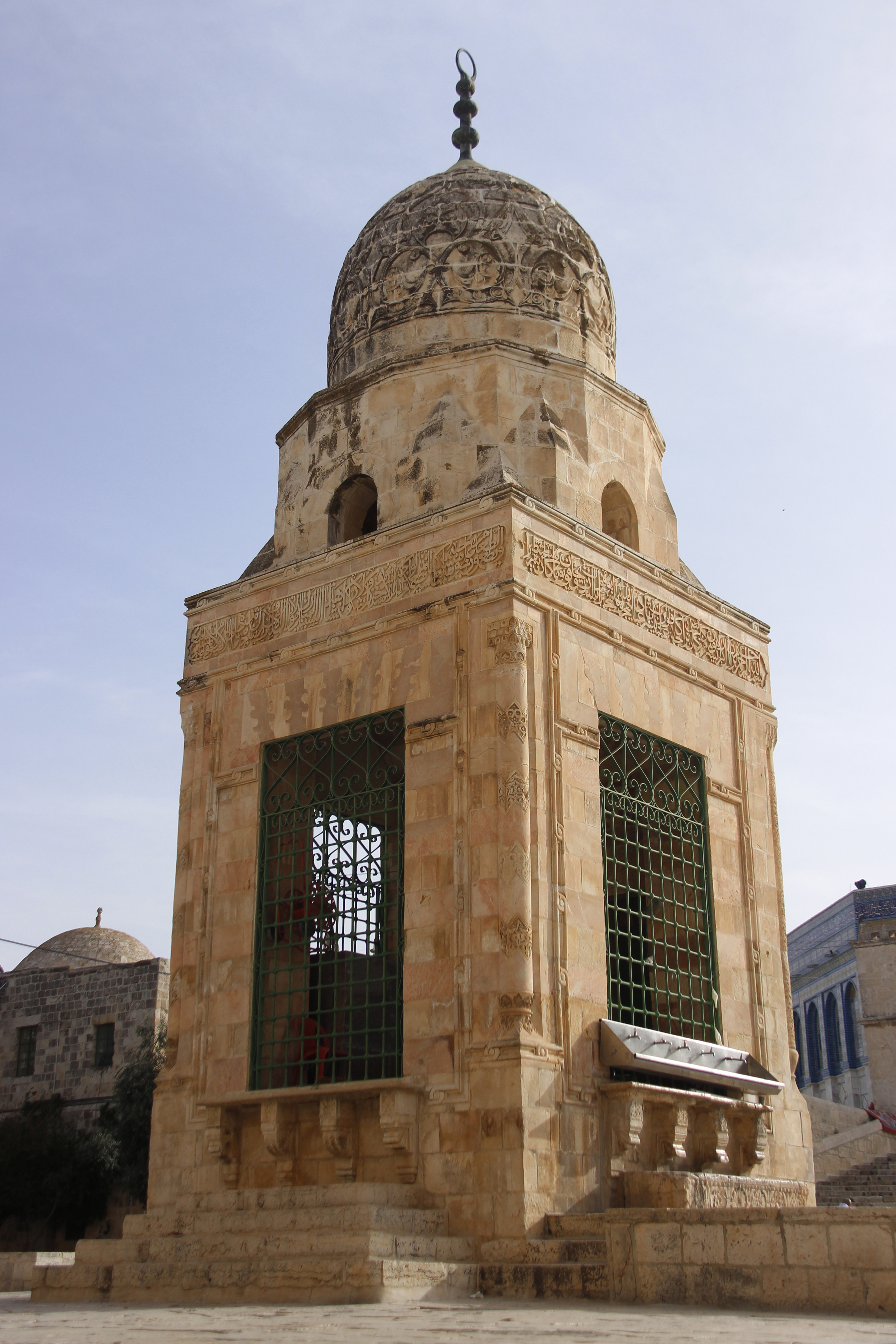
سبيل قايتباي

يعتبر سبيل قايتباي من أهم أسبلة المسجد الأقصى المبارك لما يتميز به من ضخامة في الحجم وجمال في البناء والرسم والنقش إضافة لموقعه المتميز أمام باب المطهرة (مكان وضوء الرجال)، ويعتبر سبيل قايتباي النموذج الوحيد في أقليم بيت المقدس وبلاد الشام الذي بُني على طراز الأبنية القايتبائية.

## موقعه
يقع السبيل في الساحات الغربية للمسجد الأقصى مقابل باب المطهرة وبالقرب من سبيل قاسم باشا، بينه وبين الطرف الغربي لصحن الصخرة وبنيت فوق الطرف الشمالي الغربي لمصطبة قايتباي، ولها محراب في الجهة الجنوبية.

## بناؤه
بناهما الملك الأشرف أبو نصر إينال سنة 861هـ/1455م، لكن السبيل تهدم ثم جدد الملك الأشرف قايتباي السبيل عام عام 887 هـ – 1482، وعرف باسمه، وأعاد تجديده السلطان العثماني، عبد المجيد الثاني 1330 -1912 .
كما أنشأ الملك إينال للسبيل في جهته الجنوبية مصطبة عام 1453-1461م ولها محراب بجهة القبلة. ثم جدد بناء السبيل وأضاف عليه الملك الأشرف قايتباي في شهر شوال سنة 887هـ/1482م، يقول مجير الدين العليمي: «ومن جملة ما عمره السلطان [قايتباي] حين عمر المدرسة [المدرسة الأشرفية] السبيل المقابل لها بداخل المسجد فوق البئر المقابل لدرج الصخرة الغربي وكان قديما على البئر المذكور قبة مبنية بالأحجار كغيره من الآبار الموجودة بالمسجد فأزيلت تلك القبة وبني السبيل المستجد وفرش أرضه بالرخام وصار في هيئة لطيفة». ثم أعاد تجديد بناء السبيل في الفترة العثمانية في عهد السلطان عبد الحميد الثاني عام 1300هـ/1882م. كما ورد في الشريط الكتابي في الجهة الشرقية (ثم جدده الخليفة الأعظم والسلطان المفخم السلطان الغازي عبد الحميد خان ابن السلطان الغازي عبد المجيد خان من آل عثمان).

## زخرفته
والسبيل عبارة عن مبنى عظيم، مرتفع وجميل، دخلت فيه فنون العمارة، استخدم في بناءه الحجارة الملونة التي أعطته جمالية مبهرة، وله قبة جميلة مزخرفة، حتى قيل أنه السبيل الوحيد من نوعه في كل فلسطين.
الكتابة الموجودة في الجهة الشرقية فهي: «ثم جدده الخليفة الأعظم والسلطان المفخم السلطان الغازي عبد الحميد خان ابن السلطان الغازي عبد المجيد خان من آل عثمان أعز الله ملكه في شهر رجب الفرد سنة ثلاثمائة وألف».
أما الكتابة الموجودة في الجهو الجنوبية، فهي: «بسم الله الرحمن الرحيم، إن الأبرار يشربون من كأس كان مزاجها كافورا، عيناً يشرب بها عباد الله يفجرونها تفجيراً، يوفون بالنذر ويخافون يوماً كان شره مستطيرا، ويطعمون الطعام على حبه مسكيناً ويتيماً وأسيراً، إنما نطعمكم لوجه الله لا نريد منكم جزاءً ولا شكوراً)) (13). أنشأ هذا السبيل المبارك مولانا الملك الأشرف إينال ثم جدده سلطان الإسلام والمسلمين قامع الكفرة والمشركين».

## مياه السبيل
توجد بئر كبيرة عامرة بالمياه تحت السبيل والمصطبة، تمتد حتى ما تحت الرواق الغربي للأقصى، بطول ثمانية وعشرين مترا، وعرضها ستة أمتار وعمقها أحد عشر مترا ونصف، مياه السبيل عامرة في جميع الفصول، يتم تبريد مياهه عن طريق ثلاجة وضعتها داخله لجنة التراث الإسلامي، تعمل طيلة ساعات النهار وفي فصول السنة الثلاثة عدا الشتاء.

## الحفريات الصهيونية
تم اكتشاف حفريات صهيونية في سنة 1981م، تمتد من الغرب إلى الشرق تحت باب المطهرة، وتنفذ إلى البئر بامتداد أكثر من 5م، داخل باحات المسجد الأقصى، ولا تفصلها إلا أمتار قليلة عن قبة الصخرة في قلب المسجد الأقصى، اضطر الصهاينة لإغلاق الفتحة التي كانوا يراقبون منها المسلمين عند السبيل إثر احتجاجات من جانب المسلمين، ولكنهم أعادوا فتحها مرة أخرى.

## الشكل والزخارف
يتكون مبنى السبيل من غرفة من أربع واجهات تعلوها قبة حجرية أقيمت على مثلثات كروية الشكل كونت رقبة حجرية مضلعة، وقبته جميلة مزخرفة بزخارف نباتية نافرة، كما تميز بناء السبيل بفنون معمارية وزخرفية مملوكية كصفوف الحجارة الملونة باللونين الأحمر والأبيض والأعمدة الركنية المزخرفة والإطارات الميمنة. وفي بناء السبيل ثلاثة شبابيك كانت تستخدم لشرب الماء، يُصعد إلى الشباك الغربي والشمالي للسبيل بأربع درجات مستطيلة، وباب السبيل يقع في الجهة الشرقية للسبيل وبشكل فائق الجمال يصعد إليه بأربع درجات نصف دائرية، أما الواجهة الجنوبية فيصعد لصنابير المياه فيها عبر عتبة واحدة وضعت على المصطبة الملاصقة للسبيل.
ويوجد نقش كتابي في ثلاث واجهات من السبيل جاء فيها:

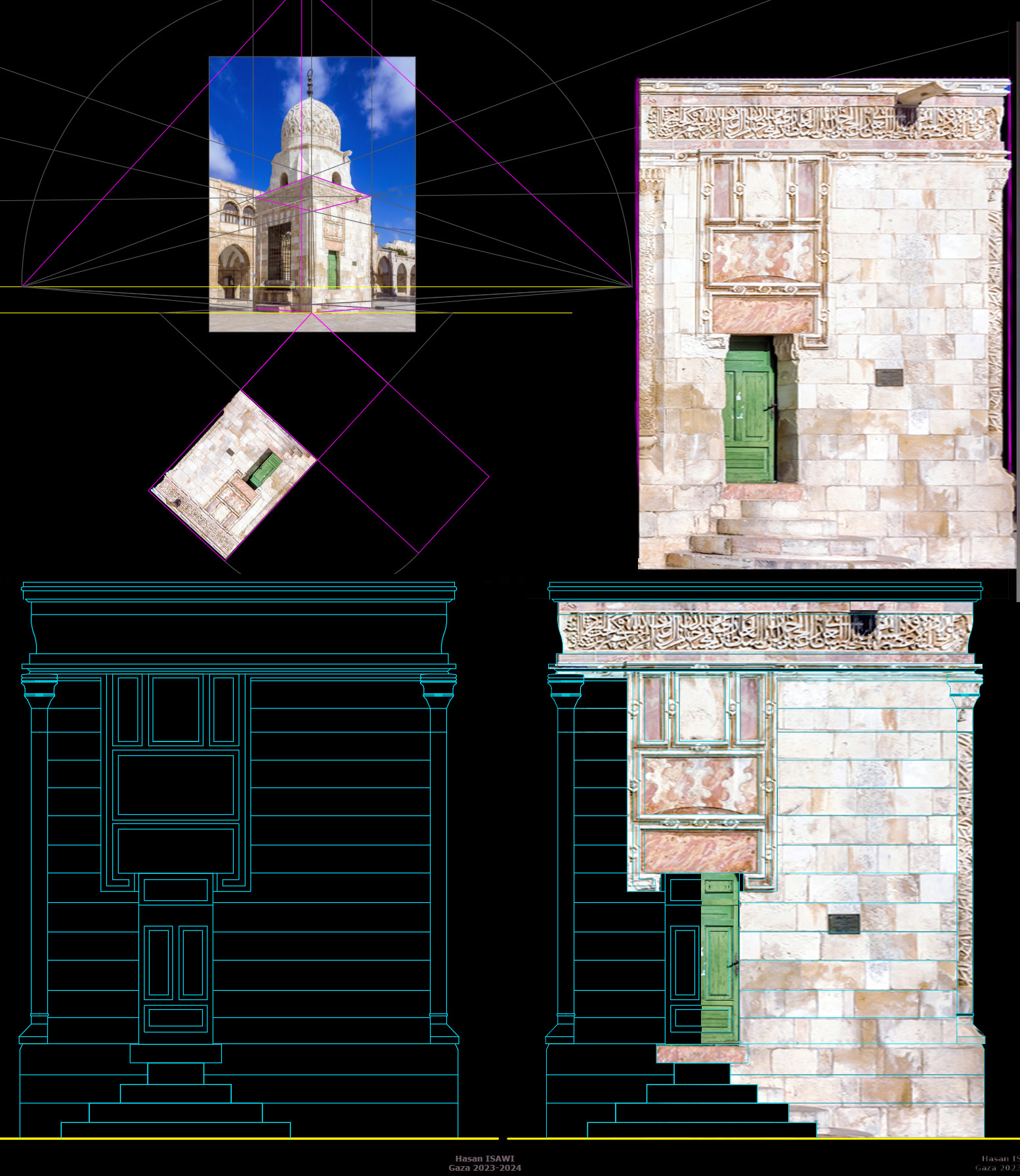
الاسترداد المنظوري لواجهة من الواجهات الرأسية لسبيل قايتباي

### في الواجهة الجنوبية
"بسم الله الرحمن الرحيم، إن الأبرار يشربون من كأس كان مزاجها كافورا، عيناً يشرب بها عباد الله يفجرونها تفجيراً، يوفون بالنذر ويخافون يوماً كان شره مستطيرا

### في الواجهة الغربية
ويطعمون الطعام على حبه مسكيناً ويتيماً وأسيرا، إنما نطعمكم لوجه الله لا نريد منكم جزاء ولا شكورا. أنشأ هذا السبيل المبارك مولانا الملك الأشرف إينال ثم جدّده سلطان الإسلام والمسلمين وقامع.

### في الواجهة الشمالية
«الكفرة والمشركين ناشر العدل في العالمين السلطان الملك الأشرف أبو النصر قايتباي أعز الله أنصاره في شهر شوال المبارك سنة سبع وثمانين وثمانمئة».

### في الواجهة الشرقية
«ثم جدده الخليفة الأعظم والسلطان المفخم السلطان الغازي عبد الحميد خان ابن السلطان الغازي عبد المجيد خان من آل عثمان أعز الله ملكه في شهر رجب الفرد سنة ثلاثمئة وألف»

## الوضع الحالي للسبيل
سبيل قايتباي عامر في أيامنا هذه خاصة مع موقعه المميز أمام باب المطهرة (متوضأ الرجال) وفي الرواق الغربي الذي يحوي ستة أبواب مفتوحة من أبواب المسجد الأقصى المبارك تطل على البلدة القديمة في مدينة بيت المقدس. ويستفاد من مياه السبيل المثلجة عن طريق ثلاجة وضعتها داخله لجنة التراث الإسلامي، تعمل طيلة ساعات النهار في فصول السنة الثلاثة عدا الشتاء، ويزود المصلين بالماء عن طريق عشرة صنابير مياه وصلت به من جهتيه الشمالية والجنوبي، وحوض حديدي في الجهتين. ومصدر المياه في السبيل اليوم هو المياه القادمة للمسجد الأقصى من بلدية مدينة القدس.

## مزاعم الهيكل حول سبيل قايتباي
ادعت في الفترة الاخيرة مجموعات صهيونية أن مياه سبيل قايتباي من مياه الهيكل المزعوم وأن الشرب منها يعني نيل الطهر والبركة، فقد قالت مؤسسة الاقصى للوقف والتراث يوم الإثنين (23/9/2013) أن مجموعة زهاؤها عشرين مستوطنا بقيادة الناشط الليكودي «يهودا جليك» اقتحمت ودنست المسجد الاقصى المبارك، واختتم الاقتحام بشرب الماء من سبيل قايتباي من منطلق ما اسموه «نيل الطهر والبركة» مع التركيز على انها من مياه «المعبد» المزعوم ويستوجب على كل مستوطن يقتحم الاقصى أن يشرب منها حتى يلامس شعيرة هامة من شعائر «المعبد» المزعوم.
ويشار إلى أن هذا الادعاء جديد ومستحدث أي بعد مرور ما يزيد عن خمسة وأربعين عاماً من الاحتلال الإسرائيلي لمدينة بيت المقدس والمسجد الأقصى المبارك قد انتبه اليهود أن مياه هذا السبيل من مياه (المعبد) المزعوم، وهو ما يشكك في صحة قولهم وأنه مجرد ادعاء جديد للنيل من المسجد الأقصى المبارك وحرمته.
وكما اتضح من المصادر التاريخية أن بناء السبيل كان سنة 861هـ/1455م أي بعد فتح المسلمين الأول لبيت المقدس بما يزيد عن ثمانمئة عام، وأن السبيل أنشأه الملك الأشرف إينال خدمة للمصلين وطلبة العلم في المسجد الأقصى المبارك..فعن أي هيكل أو معبد يتحدثون؟!.
الملك الأشرف أبو النصر اينال 860هـ ثم الملك الأشرف قايتباي 887هـ -1482م ثم السلطان عبد المجيد الثاني 1330هـ-1912م.
ادعت في الفترة الاخيرة مجموعات صهيونية أن مياه سبيل قايتباي من مياه الهيكل المزعوم وأن الشرب منها يعني نيل الطهر والبركة، فقد قالت مؤسسة الاقصى للوقف والتراث يوم الإثنين (23/9/2013) أن مجموعة زهاؤها عشرين مستوطنا بقيادة الناشط الليكودي «يهودا جليك» اقتحمت ودنست المسجد الاقصى المبارك، واختتم الاقتحام بشرب الماء من سبيل قايتباي من منطلق ما اسموه «نيل الطهر والبركة» مع التركيز على انها من مياه «المعبد» المزعوم ويستوجب على كل مستوطن يقتحم الاقصى أن يشرب منها حتى يلامس شعيرة هامة من شعائر «المعبد» المزعوم.
ويشار إلى أن هذا الادعاء جديد ومستحدث أي بعد مرور ما يزيد عن خمسة وأربعين عاماً من الاحتلال الإسرائيلي لمدينة بيت المقدس والمسجد الأقصى المبارك قد انتبه اليهود أن مياه هذا السبيل من مياه (المعبد) المزعوم، وهو ما يشكك في صحة قولهم وأنه مجرد ادعاء جديد للنيل من المسجد الأقصى المبارك وحرمته.
وكما اتضح من المصادر التاريخية أن بناء السبيل كان سنة 861هـ/1455م أي بعد فتح المسلمين الأول لبيت المقدس بما يزيد عن ثمانمئة عام، وأن السبيل أنشأه الملك الأشرف إينال خدمة للمصلين وطلبة العلم في المسجد الأقصى المبارك..فعن أي هيكل أو معبد يتحدثون؟!.
الملك الأشرف أبو النصر اينال 860هـ ثم الملك الأشرف قايتباي 887هـ -1482م ثم السلطان عبد المجيد الثاني 1330هـ-1912م.

## صور من الاعتداءات على سبيل قايتباي المتكررة
ان أكثر من 150 مستوطنا اقتحموا ودنسوا المسجد الاقصى من جهة باب المغاربة بحراسة مكثفة من قوات خاصة وقوات التدخل السريع، ونظم المقتحمون جولة مطولة في المسجد الاقصى يتقدمهم عدد من الحاخامات، حيث أدى المستوطنون شعائر تلمودية وصلوات يهودية في أنحاء متفرقة من الاقصى، كان ابرزها صلوات تلمودية عند منطقة باب الرحمة.
قالت مؤسسة الاقصى للوقف والتراث يوم الإثنين (23/9/2013) أن مجموعة زهاؤها عشرين مستوطنا بقيادة الناشط الليكودي «يهودا جليك» اقتحمت ودنست المسجد الاقصى المبارك، واختتم الاقتحام بشرب الماء من سبيل قايتباي من منطلق ما اسموه «نيل الطهر والبركة» مع التركيز على انها من مياه «المعبد» المزعوم ويستوجب على كل مستوطن يقتحم الاقصى أن يشرب منها حتى يلامس شعيرة هامة من شعائر «المعبد» المزعوم.[5].

## انظر ايضا
العمارة المملوكية في القدس